# Udo (prince des Abodrites)
Pour les articles homonymes, voir Udo.
Udo (ou Uto) (mort en 1028)  est un prince des  Abodrites vers 1020 à 1028

## Contexte
Udo est le fils Mistivoï né sous le nom de Pribignev (également Pribignew ou Pribygnev), son nom d'origine germanique lui a sans doute été attribué lors de son baptême peut-être à l'initiative de son possible parrain, Lothaire-Odon Ier, margrave de la Marche du Nord. Il est cité avec un autre chef Sederich lors d'une rencontre avec l'archevêque de Hambourg Unwam (1013-1029) lorsque ce dernier veut rétablir son siège épiscopal
Udo ne devait pas être le seul prince des Adobrites car Adam de Brême et Helmold  le mentionnent avec deux autres prince païens Gneus  (Gnew) et Anatrog (Anadrag)   et précisent que  Udon fils de Mistivoi est un « male Christianus » (c'est-à-dire un mauvais chrétien) il est assassiné en 1028 par un transfuge saxon et laisse un fils Gottschalk, qui plus tard rassemblera les Obodrites et deviendra le promoteur du christianisme dans la région